# 2012 a légi közlekedésben
Ez a lista a 2012-es év légi közlekedéssel kapcsolatos eseményeit tartalmazza:

## Események

### január
- január 7.

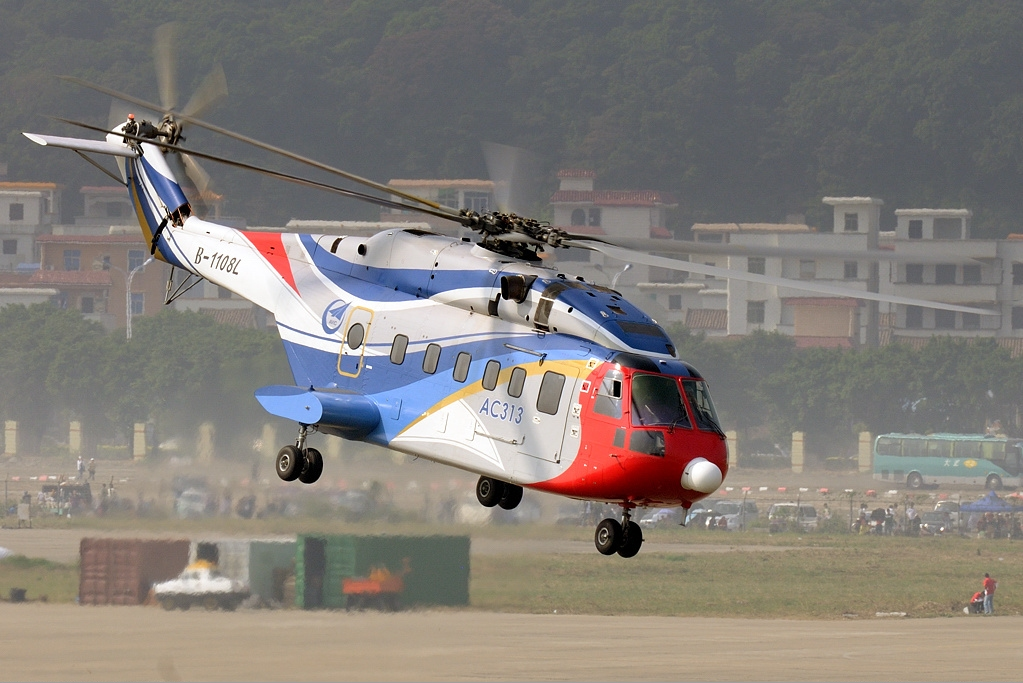
Az AVIC által kifejlesztett AC313-as típusú helikopter (B-1108L)

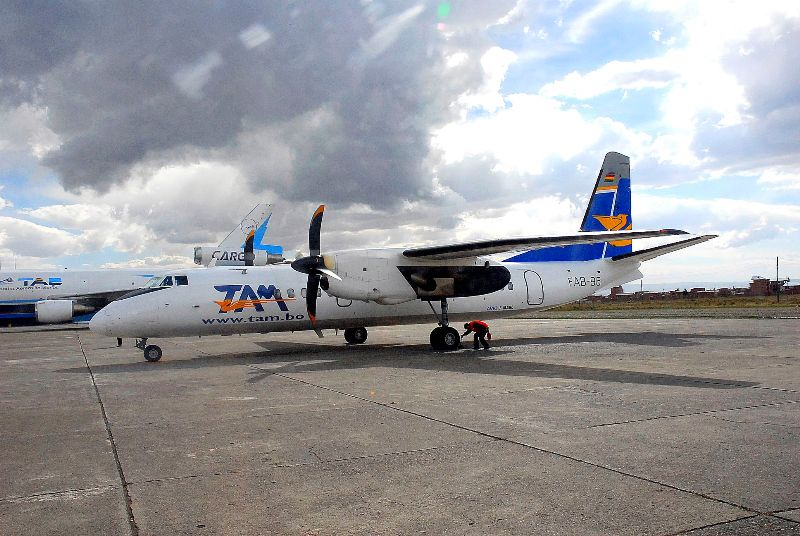
A TAM által üzemeltetett Xian MA60 típusú repülőgép, mely már kétszer landolt a hasán (FAB-96)

  - 150 méteres magasságban kigyullad és a földbe csapódik egy Cameron A–210 típusú hőlégballon Új-Zéland Carterton városa mellett. A balesetnek 11 halálos áldozata van, ez az elmúlt 30 év legsúlyosabb légi balesete az országban.[1]
  - Megkapja a hatósági engedélyeket az AVIC (Aviation Industry Corporation of China) által kifejlesztett, civil piacra szánt AC313-as típusú helikopter Kínában. A 13 tonnás gép a valaha volt legnagyobb forgószárnyas az országban. Az AC313-as kutató-mentő, tűzoltó, szállító, VIP feladatok mellett alkalmazható turista-repültetésre vagy üzleti gépként is.[2]
- január 9. – Futóműhiba miatt hasra száll egy Xian MA60 típusú repülőgép (lajstromjele: FAB-96) a bolíviai Guayaramerin repülőterén. A gépen 16 utas és 5 fős személyzet tartózkodik öten könnyebb sérülést szenvednek. A Transporte Aéreo Militar-(TAM) által üzemeltetett gépnek hasonló balesete volt 2011. március 18-án Rurrenabaque repülőterén.[3]
- január 14. – Kiképzési repülés teljesítése közben a levegőben összeütközik a Francia Légierő Mirage 2000 típusú vadászgépe és a Szaúd-Arábiai Légierő F–15 Eagle típusú vadászrepülőgépe Szaúd-Arábia légterében, a gépeket vezető pilóták sikeresen katapultálnak.[4]
- január 16. – Kiképzési repülés teljesítése közben az Égei-tengerbe zuhan a Török Légierő T–37C típusú repülőgépe. A Cigli légibázisról felszálló gépen egy török és egy pakisztáni pilóta tartózkodik, állapotukról nincs információ, valószínűleg meghaltak a balesetben.[5]
- január 17. – Teljesíti szűzrepülését a Cessna Citation Ten első prototípusa a kansasi Mid-Continental Repülőtérről. Az első repülés során ellenőrizték a robotpilóta, a hajtóművek és az avionika működését. Az FAA (Federal Aviation Administration – Szövetségi Légügyi Hatóság) engedélyét a típus várhatóan 2013 közepén kapja meg.[6]
- január 18. – Sétarepülés közben lezuhan egy Bell 206 típusú helikopter (lajstromjele: YV1985) Venezuelában a Canaima Nemzeti Park területén. A Lloyd Aviation által üzemeltetett gépen öten utaznak, túlélőt nem találnak.[7]
- január 19. – Harci bevetés közben lezuhan a US Marine Corps egyik Sikorsky CH–53D Sea Stallion típusú helikoptere az afganisztáni Helmand tartományban. A forgószárnyason 6 amerikai katona tartózkodik, túlélőt nem találnak. A Nemzetközi Békefenntartó Erők (ISAF) közleményében az áll, hogy a gépet nem az ellenség lőtte le.[8]
- január 30. – Lezuhan egy TRACEP által üzemeltetett An–28 típusú repülőgép (lajstromjele: 9Q-CUN) a Kongói Demokratikus Köztársaság területén célállomásától Namoya városától 10 kilométerre. A gépen 5 utas és két főnyi személyzet tartózkodik, csak két utas éli túl a balesetet. Az Antonov gyár közleménye szerint a lezuhant gépnek 1993. június 12-én lejárt a légi alkalmassági bizonyítványa, mely azóta nem került megújításra.[9]

### február

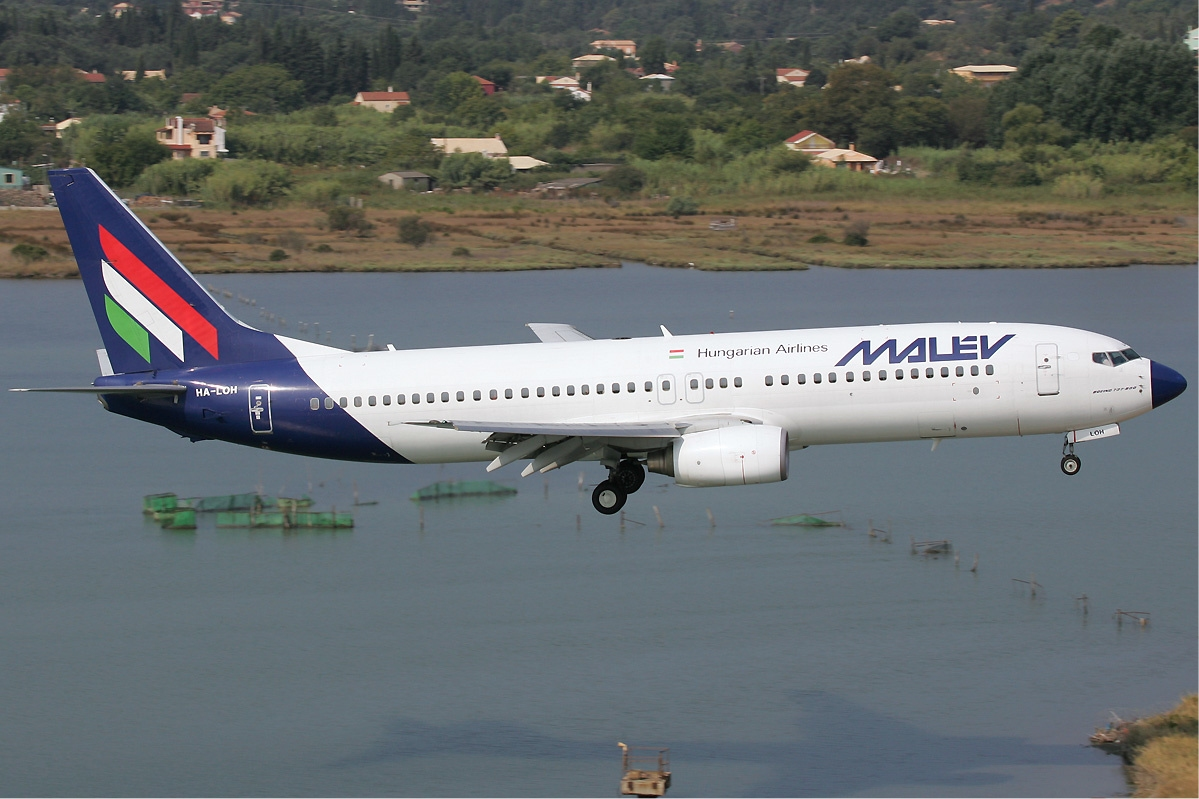
A Malév utolsó járatát (MA745 Helsinki-Budapest) teljesítő gépe (HA-LOH)

- február 3. – Reggel 6:00-kor a Malév igazgatósága elrendeli a légitársaság üzemszerű működésének beszüntetését. Ezzel véget ér a Malév 66 éves folyamatos működése. A flottát alkotó gépeket a társaság visszaadja az ILFC nevű lízingcégnek, és felmondanak csaknem 2000 Malév dolgozónak. Az utolsó járat MA745-ös járatszámmal Helsinkiből érkezik Budapestre utasok nélkül (lajstromjele: HA-LOH).[10]
- február 12. – Túlfut a leszállópályán egy Grumman Gulfstream IV típusú kormánygép (lajstromjele: N2SA) a Kongói Demokratikus Köztársaságban, Bukavu repülőterén. A gép egy töltésnek ütközik és kettétörik. A gépen 2 fős személyzet és 7 politikus tartózkodik, a két pilóta és egy utas életét veszti, a többi utas súlyosan megsérül.[11]
- február 15. – Repülés közben rosszul lesz, majd életét veszti a CSA Cseh Nemzeti Légitársaság egyik ATR 72–500 típusú repülőgépének (lajstromjele: OK-KFN) kapitánya, ezért a gépet az első tiszt teszi le a prágai Ruzyne repülőtéren. A repülőtéren várakozó mentők már nem tudnak segíteni a kapitányon és megállapítják a halál beálltát.[12]
- február 22. – Éjszakai hadgyakorlat teljesítése közben összeütközik egy Bell AH–1W Super Cobra és egy UH–1 Iroquois típusú helikopter Kalifornia és Arizona határán. A tengerészgyalogosok a yumai kiképzőbázishoz tartozó, Afganisztánra emlékeztető terepen gyakorlatoznak a baleset idején, melyben 7 katona veszti életét. A Pentagon vizsgálatot indított a szerencsétlenség körülményeinek tisztázására.[13]

### március
- március 1. – Lezuhan egy Cessna Citation X 750 típusú vállalati gép (lajstromjele: N288CX) a németországi Egelsbach repülőterének megközelítése közben. A gépen öten tartózkodtak, mindannyian életüket vesztették az erdős területre zuhanó repülőn.[14]
- március 15.
  - Lezuhan egy Convair CV–340 típusú teherszállító repülőgép (lajstromjele: N153JR) a puerto ricoi San Juan repülőterétől nem messze. Miután a pilóta motorhibát észlelt jelentette a légi irányításnak, majd nem sokkal ez után a gép eltűnt a radarokról. A kenyeret szállító gépen ketten tartózkodnak köztük a gépet üzemeltető Jet One Express alapítója. A roncsok között nem találnak túlélőt.[15]
  - Leszállás közben a földbe csapódik összetörik és kiég egy Cessna 501 Citation típusú magángép (lajstromjele: N7700T) az Amerikai Egyesült Államokban található Franklin-Macon megyei repülőtéren. A gépen két pilóta és 3 utas tartózkodik, senki nem éli túl a balesetet.[16]
  - Hadgyakorlat teljesítése közben hegyoldalnak csapódik és megsemmisül a Norvég Királyi Légierő legfiatalabb Siv névre keresztelt C–130 Hercules típusú szállítógépe (oldalszáma 5630) Svédországban. A gépet 5 magas rangú katona üzemelteti a baleset idején, egyikük sem éli túl a balesetet.[17][18]

- március 16. – Házfalnak ütközik, majd teljesen kiég egy S–70A Black Hawk típusú szállítóhelikopter (oldalszáma: 10981) Afganisztánban a Bagrami kerületben. A gép a Török Hadsereg kötelékébe tartozik és fedélzetén 5, 8, vagy 12 fő tartózkodik a baleset idején mindannyian életüket vesztik. Az épületben melynek a gép nekiütközik további 4 afgán civil veszti életét.[19]

- március 27. – Mentőakció közben a tengerbe zuhan egy S–70C típusú helikopter Tajvan partjaitól mintegy 20 kilométerre. A baleset következtében öt embernek nyoma vész egy túlélőt viszont kimentenek.[20]

### április

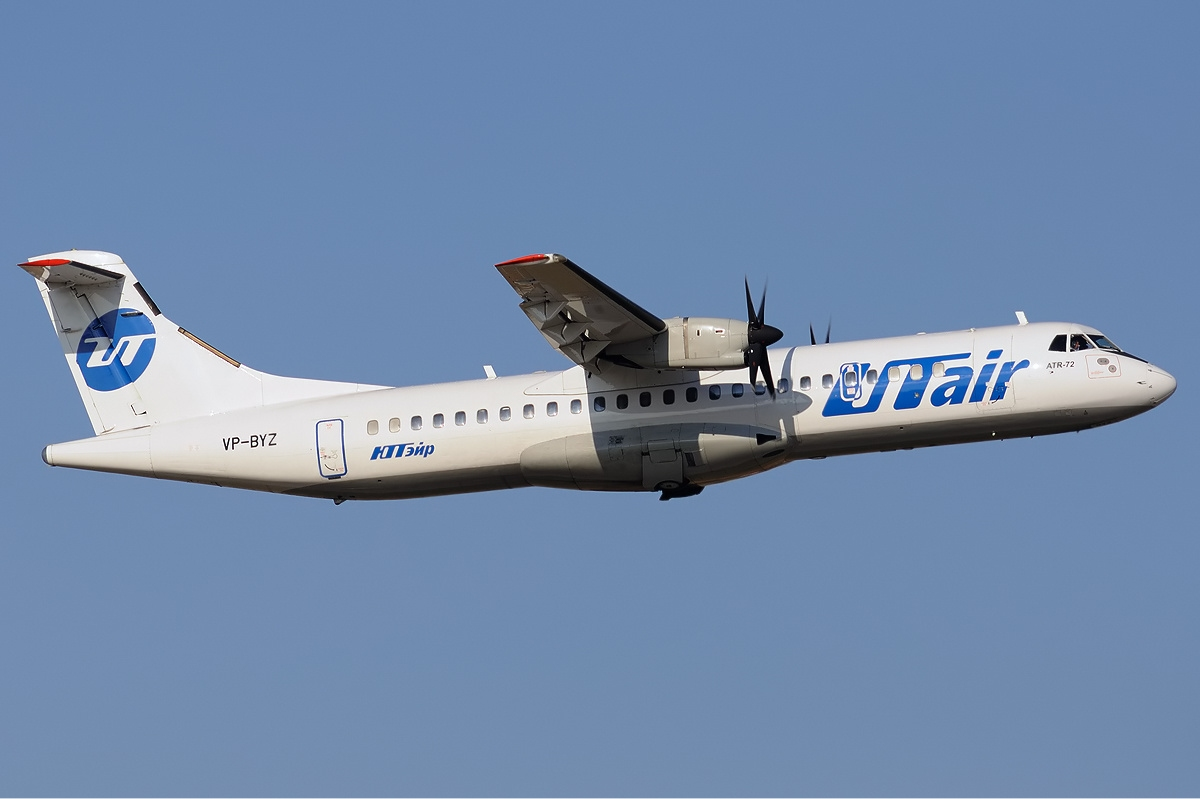
Az UTair Tyumenyben lezuhanó ATR 72–200 típusú gépe (VP-BYZ)

- április 2. – Kényszerleszállás közben a földbe csapódik és összetörik az orosz UTAir légitársaság ATR 72 típusú utasszállító gépe (lajstromjele: VP-BYZ) Tyumeny város közelében. A gép röviddel a felszállás után kerül bajba, de a kényszerleszállás nem sikerül, így 31 ember életét veszti, 12-en súlyos sérülésekkel élik túl a balesetet, 1 utas lekéste a gép indulását. A vizsgálatok elvégzése után a légitársaság módosítja a jégtelenítési eljárás szabályait, mivel feltételezhetően jegesedés okozta a tragédiát.[21][22]
- április 6. – Lakóházakra zuhan egy F/A–18 Hornet típusú vadászgép az Egyesült Államokbeli Virginia államban. A gépet vezető két pilóta katapultál és túlélik a balesetet. A lakóparkban néhányan megsérülnek.[23]
- április 10. – Hajtóműhiba miatt megszakítja a felszállást az Air Tanzania egyik Dash 8–300 (lajstromjele: 5H-MWG) típusú gépének kapitánya Kigoma repülőterén. A gép már nem tud időben megállni és túlszalad a kifutópályán orrfutója összecsuklik, egyik szárnya a hajtóművel együtt letörik. A gépen 35-en tartózkodnak két nőt sokkos állapotban szállítanak kórházba.[24]
- április 11. – Hadgyakorlat közben lezuhan az Amerikai Légierő egyik billenőrotoros MV–22B Osprey típusú repülőgépe Marokkóban Agadirtól délnyugatra. A USS Iwo Jima hadihajóról felszálló gépen 4 katona tartózkodik ketten súlyosan megsérülnek, a másik két katona azonban életét veszti.[25]
- április 20. – Megközelítés közben, Iszlámábád közelében lezuhan egy Boeing 737–200 típusú utasszállító repülőgép (lajstromjele: AP-BKC) Pakisztánban. A Bhoja Airlines magán légitársaság által üzemeltetett gép B4-213 járatszámmal Karacsiból Iszlámábádba tartott 121 utassal és 6 főnyi személyzettel a fedélzetén. Szemtanúk elmondása alapján a gép már a levegőben kigyullad és tűzgömbként csapódik a földbe. A helyi hatóságok nem találnak túlélőt.[26][27]
- április 28. – Lezuhan egy Piper PA–32R Saratoga típusú kis repülőgép (lajstromjele: HB-PGA) a franciaországi Tatroz település közelében. A Lausanne repülőteréről felszálló gépen öten vagy hatan vesztik életüket.[28]

### május
- május 1. – Leszalad a futópályáról a Thai Királyi Légierő ATR 72–212A típusú szállítógépe (lajstromjele: L16-2/52, oldalszáma: 60314) 15 fővel a fedélzetén. A Dakkában szerencsétlenül járt gép súlyosan megrongálódik.[29]

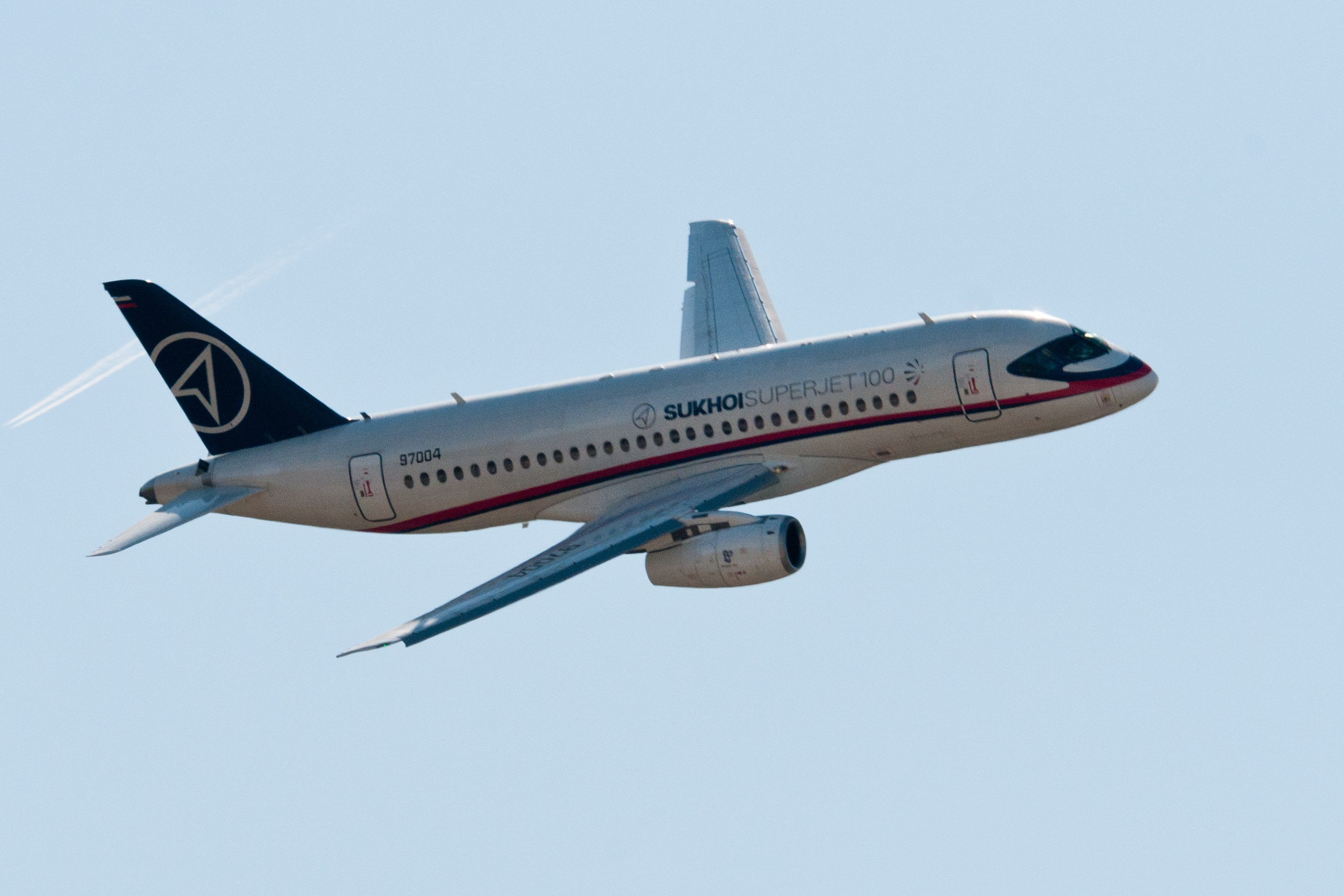
Az Indonéziában bemutató repülés közben lezuhant Szuhoj Superjet 100 típusú repülőgép (97004)

- május 9. – Bemutató repülés közben eltűnik a radarról a Szuhoj Polgári Repülőgépek egyik Szuhoj Superjet 100 típusú regionális utasszállító tesztrepülőgépe Indonézia légterében. Az RA-97004 lajstromjelű gépen 48-an tartózkodnak, a gépről és az utasokról nincs információ, valószínűleg a gép a Mount Salak hegynek ütközött.[30]
  - május 10. – Megtalálják a roncsait az Indonéziában bemutató repülés közben eltűnt Suhoj Superjet 100–95 típusú repülőgépnek. A gép az 1800 m magas Mount Salak hegynek ütközött, túlélőről nincs információ.[31]

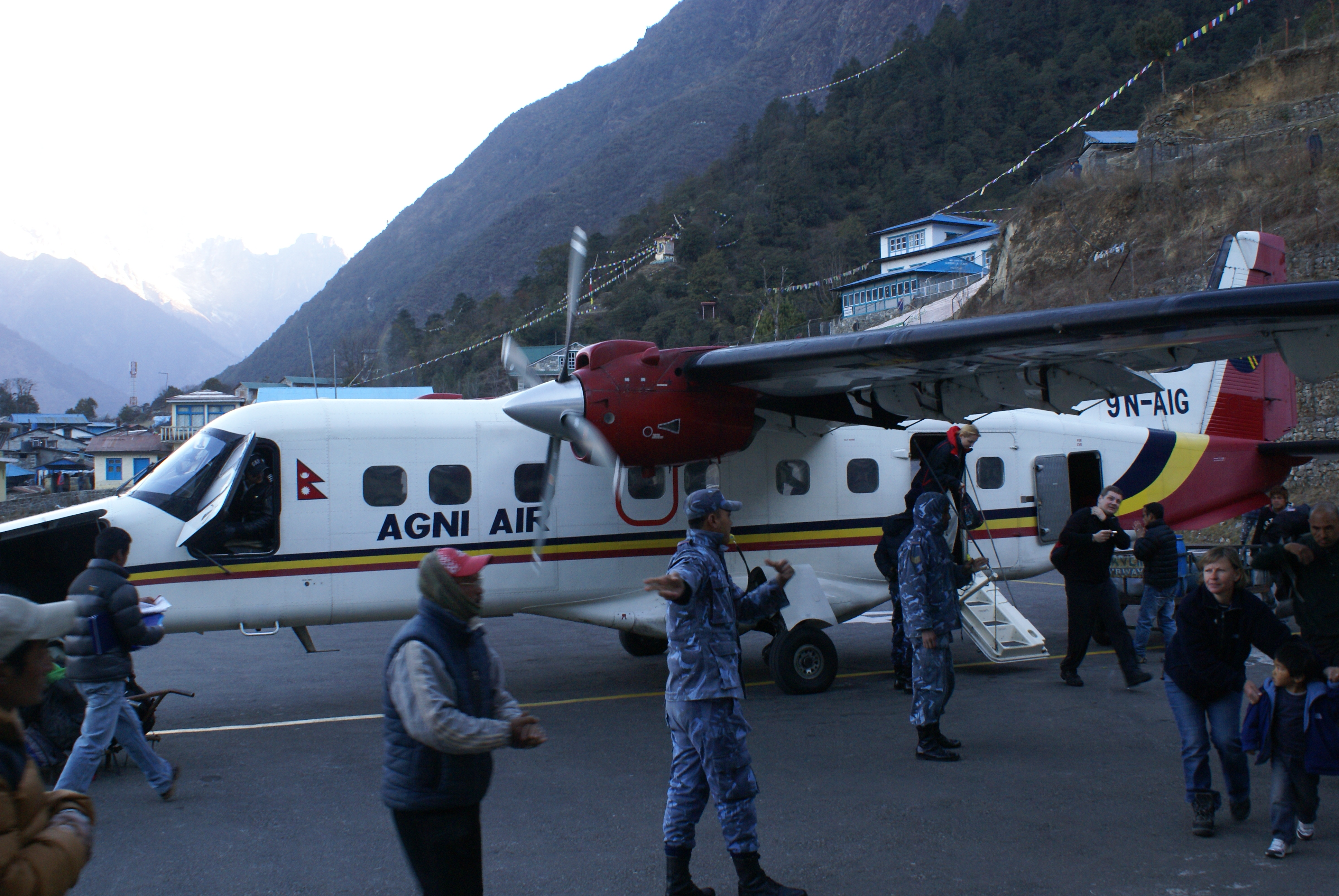
Az Agni Air DO–228 típusú gépe a luklai reptéren (9N-AIG)

- május 14. – Átstartolás után hegynek csapódik a nepáli Agni Air légitársaság Dornier Do 228 típusú utasszállító gépe (lajstromjele: 9N-AIG) a Jomsom repülőtér közelében. A gépen 18 utas és 3 fős személyzet tartózkodik, közülük hatan túlélik a balesetet.[32][33]
- május 17. – Kényszerleszállás közben kisodródik a futópályáról és az orrfutó összecsuklása után a hasán áll meg az Air Dolomiti légitársaság ATR 72 típusú utasszállító gépe (lajstromjele: I-ADCD) Münchenben. Az incidensnek csak könnyebb sérültjei vannak. A pilóták füstöt észleltek a pilótafülkében, majd a vészhelyzet bejelentése után azonnal visszafordultak, de a leszálláskor már csak az egyik hajtómű üzemelt.[34]
- május 23. – Leszállás közben elhagyja a futópályát, összetörik és kiég az Orosz Légierő egyik An–30 típusú gépe (oldalszáma: 04) a časlavi repülőtéren. Az Open Sky hadgyakorlaton részt vevő gépen 26-an tartózkodnak, közülük hatan sérülnek meg.[35][36]

### június
- június 2. – Túlszalad a futópályán és egy kisbusznak ütközik a nigériai Allied Air Cargo Boeing 727-es típusú teherszállító gépe (lajstromjele: 5N-BJN) a ghánai Accrában. A kisbusz tíz utasa életét veszti, míg a gép négyfős személyzete túlélte a balesetet.[37]
- június 3. – Leszállás közben lakónegyedre zuhan a nigériai Dana Air McDonnell Douglas MD–83 típusú utasszállító gépe (lajstromjele: 5N-RAM) a Lagos-Murtala Muhammed nemzetközi repülőtér megközelítésekor. A gépen 147 utas és 6 fős személyzet tartózkodott, túlélőt nem találnak. További legalább tíz fő áldozat van a földön tartózkodók közül.[38][39]
- június 6. – Hegynek csapódik és felrobban a perui HeliCusco társaság Sikorsky S–58ET típusú helikoptere (lajstromjele: OB-1840-P) az Andokban. A gépen 14-en utaznak, mindannyian életüket vesztik a balesetben.[40]
- június 7. – A földbe csapódik egy Pilatus PC–12/47 típusú kisgép (lajstromjele: N950KA) Floridában, hat utasa meghal. Az Orlandótól 75 km-re lezuhanó gép mindkét szárnyfeléről darabok válnak le, melyeket a törzstől mintegy 3 km-re találnak meg.[41]
- június 9.
  - Kényszerleszállás közben fának csapódik egy Impulse 180TD típusú sportrepülőgép (lajstromjele: D-EFMT) az osztrák Krems an der Donau közelében. A Tökölről felszálló német felségjelű gépen utazó két ember életét veszti a balesetben.[42]
  - Lezuhan egy Robinson R44 típusú helikopter (lajstromjele: OE-XKS) Németországban Teisendorf közelében, az osztrák felségjelű gépen négyen utaznak, mindannyian életüket vesztik.[43]
- június 10.
  - Lezuhan egy Eurocopter AS 350B Écureuil típusú helikopter (lajstromjele: 5Y-CDT) Kenyában, Nairobi közelében, a fedélzetén tartózkodó hat ember meghal. A kenyai rendőrség kötelékébe tartozó forgószárnyas fedélzetén tartózkodott George Saitoti kenyai biztonsági miniszter és helyettese Orwa Ojode is.[44]
  - Kényszerleszállás közben összetörik egy ukrán pilótaiskola Let L–410UVP (lajstromjele: UR-SKD) típusú, ejtőernyősöket szállító gépe, a szerencsétlenségben öten életüket vesztik és 13-an megsérülnek. A gép heves zivatarban próbált meg landolni Borogyanka repülőterén.[45]
- június 21. – A jakartai Halim Perdana Kusuma repülőtér megközelítésekor lakóházakra zuhan az Indonéz Légierő egyik Fokker F27 típusú szállító gépe (oldalszáma: A-2708). A kiképzési repülésre induló gépen hét katona tartózkodik, mindannyian életüket vesztik, további három áldozatot találnak a lakóházak között. Szemtanúk szerint a gép a reptér megközelítésekor túlzottan balra dőlt, aminek következtében áteshetett.[46]
- június 22. – A szíriai légvédelem lelövi a Török Légierő egyik F–4 vadászbombázóját pénteken, amely a szír légtérbe alacsony magasságon nagy sebességgel, ismeretlen okból behatol. A kétfős személyzet katapultál, a török és szír parti őrség a kutatásukat megkezdi.[47]
- június 24. – Elektromos vezetéknek ütközik egy Bocian típusú vitorlázógép le nem oldott csörlőkötele leszállás közben a Hármashatárhegyi repülőtéren. Az elszakadó elektromos vezetékek avar és gáztüzeket okoznak valamint egy pajta teteje is kigyullad, de ezeket a katasztrófavédelem emberei hamar eloltják, a gépen utazó pilóta és tanítványa sértetlen marad.[48]
- június 29. – Felszállása után nem sokkal hat ember megpróbálta eltéríteni a Tianjin Airlines GS 7554-es járatszámú Hotanból Urumcsiba tartó Embraer ERJ 190 típusú utasszállító gépét (lajstromjele: B-3171). A támadókat a személyzet és az utasok hamar legyűrik, majd a gép visszafordul Hotanba, ahol a rendőrség őrizetbe veszi a gépeltérítőket.[49]

### július
- július 1.

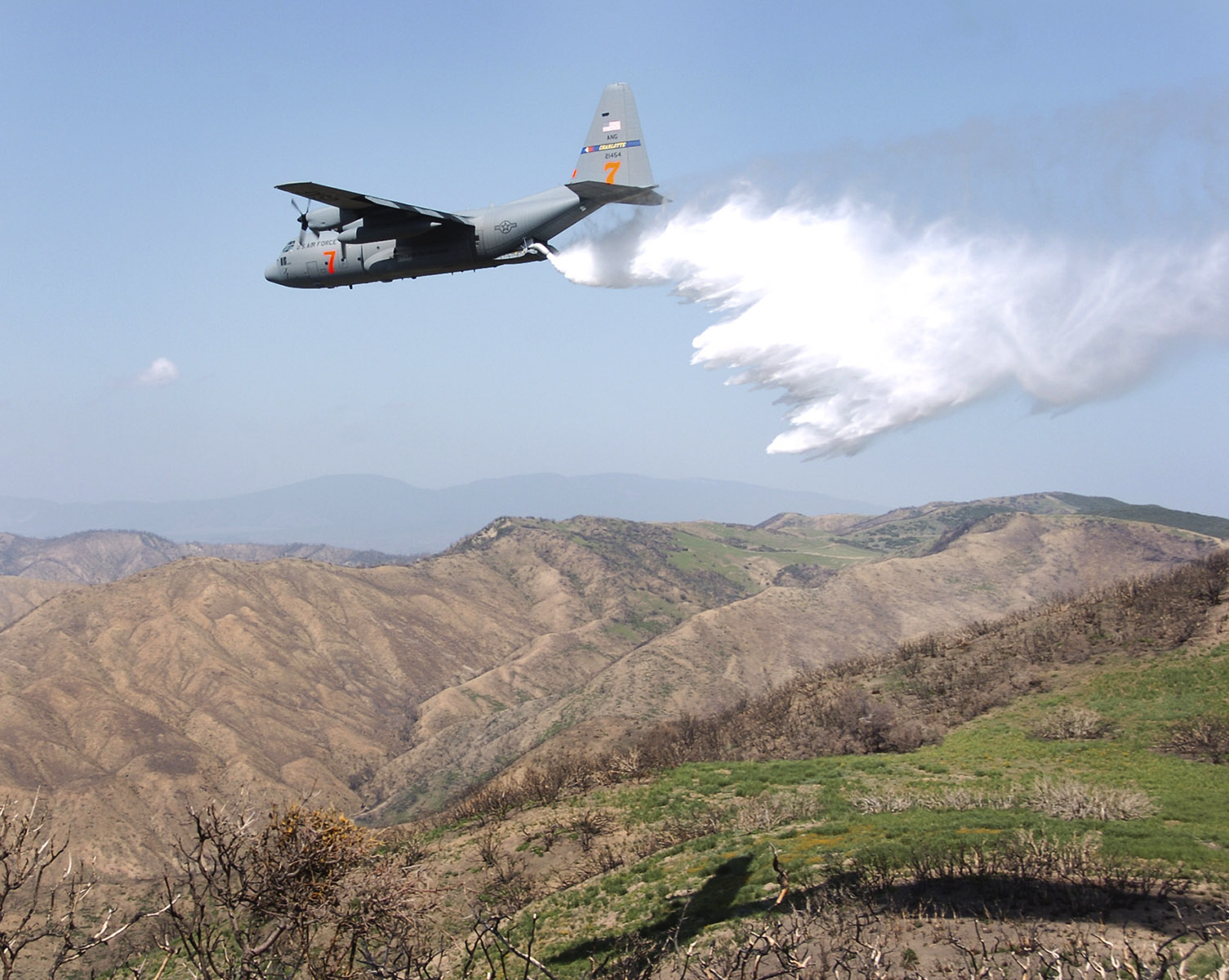
A július elsején lezuhant 92-1454-es oldalszámú USAF C–130 Hercules kiképzési repülés közben

  - Az öbölháború egyik veterán brit pilótája lezuhan a Shuttleworth-gyűjtemény de Havilland DH.53 Humming Bird matuzsálem-repülőgépével a bedfordshire-i Biggleswade melletti légibemutatón. A típus egyedüli repülőképes példánya a földnek csapódik és összetörik. Trevor Roche volt RAF pilóta életét veszti.[50]
  - Tűzoltási feladat teljesítése közben lezuhan az Amerikai Légierő egyik C–130 Hercules típusú (regisztrációs száma: 92-1454), MAFFS (Modular Airborne Fire Fighting System) tűzoltó berendezéssel felszerelt repülőgépe Dél-Dakota délnyugati részén. A gépen hatfős legénység tartózkodik, közülük egy fő életét veszti.[51][52]
- július 3. – Az Északi-tengerbe zuhan két Panavia Tornado GR4 típusú harci repülőgép, melyek a Brit Királyi Légierő (RAF) kötelékébe tartoztak. A Moray Firth öbölbe zuhanó gépeken két-kétfős legénység tartózkodik, az egyik gép személyzetét mentőhelikopterrel kimentették és kórházba szállították, a másik gépet és személyzetét keresik.[53]
- július 12. – Röviddel a felszállása után lezuhan egy Harbin Yunshuji Y-12-II típusú repülőgép (lajstromjele: 5T-MA.) a Nouakchott-Oumtounsy nemzetközi repülőtér közelében Mauritániában. A gépen tartózkodó öt utas és két pilóta életét veszti.[54]
- július 13. – Leszállás közben letér a futópályáról és egy fákkal benőtt területre sodródik egy Gulfstream G–IV típusú magángép (lajstromjele: N823GA) a franciaországi Le Castellet repülőtéren. A fáknak csapódó gép összetörik és kigyullad, a gépen tartózkodó 3 ember életét veszti.[55]
- július 18. – Landolás közben súlyosan megsérül a jobb szárnya és átstartolásra kényszerül a Sky Airlines Boeing 737–200 típusú utasszállító gépe (lajstromjele: CC-CRQ) a chilei La Serena repülőtéren. A sikeres átstartolás után a gép a Copiapó Chamonate repülőtéren landol.[56]
- július 21. – Lezuhan egy Bell 212 típusú katonai helikopter Bruneiben. A kiképzésről bázisa felé tartó gépen 14-en utaznak, közülük ketten élik túl a balesetet. A 12 áldozat közül hatan katonaiskolai növendékek voltak.[57]
- július 25. – Lezuhan egy Eurocopter AS 532 AL Super Puma típusú helikopter La Palud-sur-Verdon település közelében Franciaországban. Az Albán Légierő számára készült gépet berepülés közben éri a baleset, melyben a gyártó Eurocopter alkalmazottai, összesen 6 fő veszti életét.[58]
- július 28. – Lezuhan egy Beechcraft Super King Air B200 típusú kisgép (lajstromjele: PR-DOC) Brazíliában. A gépen nyolcan utaznak, senki nem éli túl a katasztrófát.[59]

### augusztus

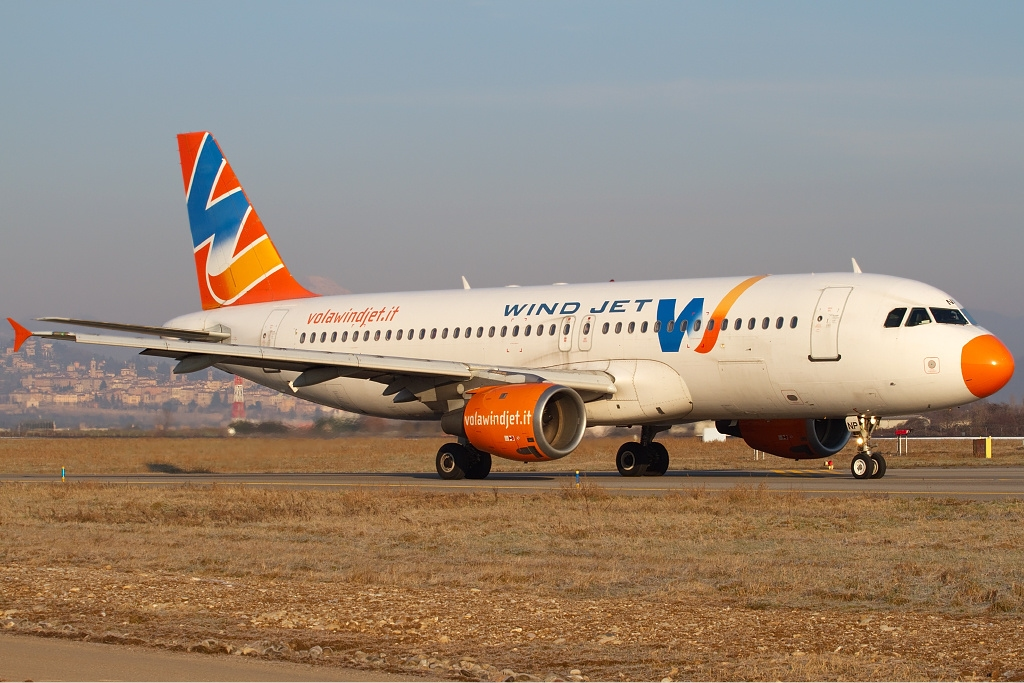
A Wind Jet egyik Airbus A320-as gépe

- augusztus 7. – Lezuhan a Bell Helicopter egyik Bell 214ST típusú demonstrátor helikoptere (lajstromjele: N409SB) a Texas állambeli Avalon közelében. A gép feltehetően a farokrotor meghibásodása miatt autorotáció segítségével ért földet, ám ott felborult és összetört, a két pilóta sérülések nélkül megúszta a balesetet.[60]
- augusztus 8. – Felfüggeszti a Beech 1900D típusú gépeinek repülését az Eagle Air regionális légitársaság Új-Zélandon. A gépek farokrészénél talált hajszálrepedések miatt a teljes 19 gépes flotta átvizsgálásra kerül és mindaddig a földön maradnak, míg nem sikerül megoldani a repedések okát és kijavítani a már sérült gépeket.[61]
- augusztus 9. – Tűzoltás közben lezuhan egy Kamov Ka–32T típusú helikopter (lajstromjele: RA-31596) Törökországban Çövenli falu közelében. A gépen három orosz és két török állampolgár tartózkodik, mindannyian életüket vesztik.[62]
- augusztus 11. – Felfüggeszti üzemszerű működését a Wind Jet olasz légitársaság, komoly financiális problémák miatt. A légitársaság iránt érdeklődő olasz nemzeti légifuvarozó, az Alitalia elállt vásárlási szándékától.[63]
- augusztus 13. – A Szíriai Felszabadítási Hadsereg állítása szerint lelő egy MiG–23-as típusú harci repülőgépet Dajr ez-Zaur kormányzóságban.[64]
- augusztus 19. – Lezuhan a szudáni Alfa Airlines egyik An–24 vagy An–26 típusú repülőgépe Talodi város repülőterének megközelítése közben. A hegynek csapódó gép rossz látási viszonyok között, homokviharban repült. A társaság magas rangú szudáni vezetőket szállított, köztük Issa Deif Allah környezetvédelmi minisztert. A balesetben a 25 utas és a 6 főnyi személyzet minden tagja életét veszti.[65]
- augusztus 23. – Lezuhan egy hőlégballon Szlovéniában Ljubljana közelében, a rossz időjárási viszonyok között repülő hőlégballon valószínűleg villámcsapás miatt kigyullad, majd fának ütközik. A ballon kosarában 32-en tartózkodnak közülük négyen meghalnak 28-an megsérülnek.[66]
- augusztus 24. – Lezuhan egy turistákat szállító Pilatus PC–12 típusú repülőgép a franciaországi Solemont település közelében. A gép minden utasa életét veszti.[67]
- augusztus 27. – A Szíriai Felszabadítási Hadsereg állítása szerint lelő egy helikoptert Damaszkusz közelében, Quabunnál.[64]

### szeptember

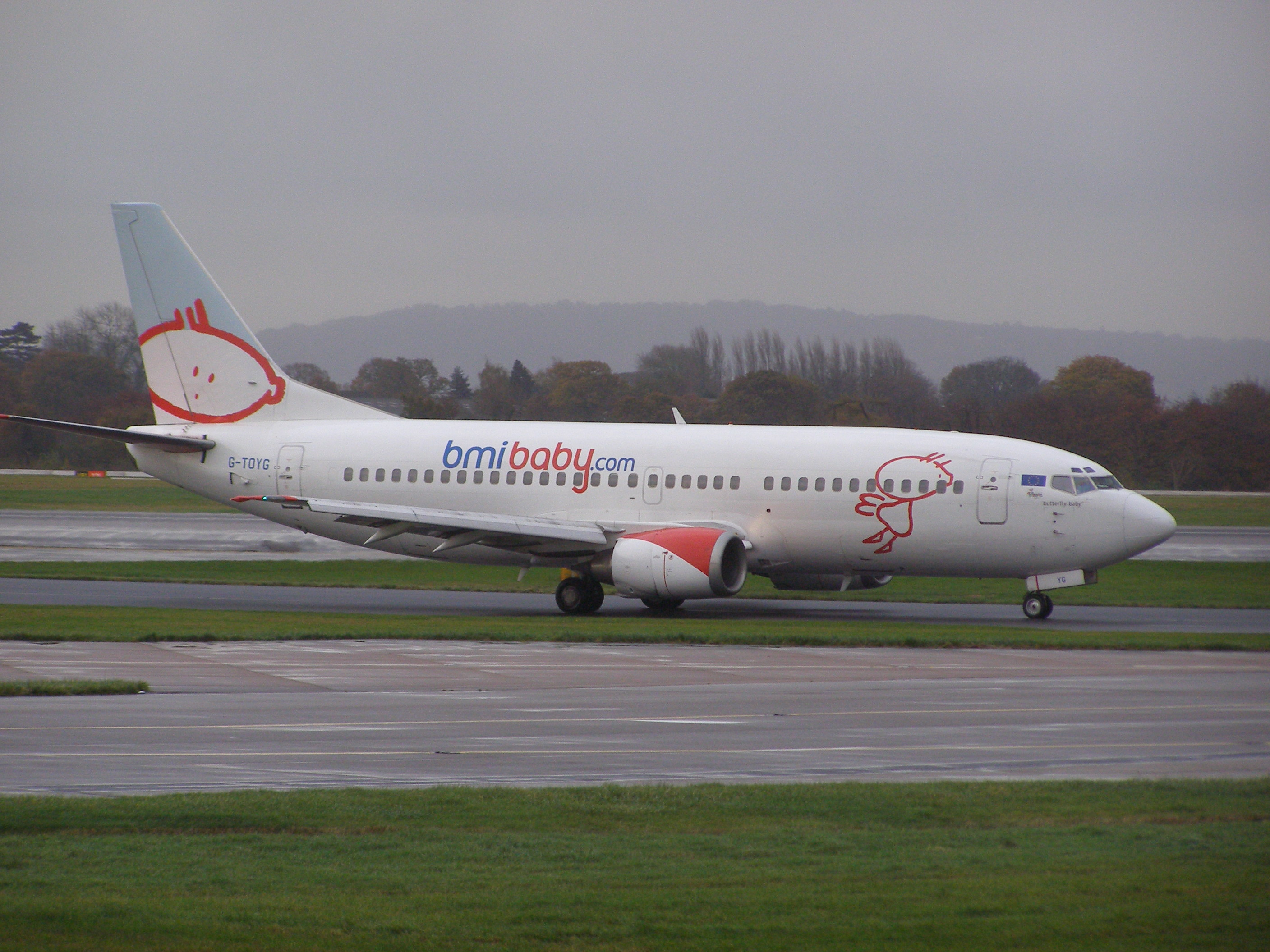
A bmi baby.com egyik Boeing 737-es gépe a Manchester repülőtéren

- szeptember 1. – Lezuhan az Amerikai Tengerészgyalogság egyik F/A–18C-je a nevada állambani Fallon Range Training Complex lőtéren. A pilóta sikeresen katapultál, de könnyebben sérül, kórházba kerül. Az okokat vizsgálják.[68]
- szeptember 3. – Lezuhan egy L–39 Albatros az egyesült államokbeli Davenportban a Quad City Air Shown, a Hopper Flight bemutató kötelékbe tartozó gép pilótája életét veszti a balesetben.[69]
- szeptember 6. – Lezuhan az Orosz Légierő egyik MiG–29 típusú vadászgépe Domna közelében. A gép pilótája nem katapultál így életét veszti. A típus repüléseit azonnal leállítják.[70]
- szeptember 9. – Beszünteti működését a bmi baby.com angol diszkont légitársaság, melynek új tulajdonosa az IAG nem talált vevőt a légitársaságra. A bmi baby.com utolsó járata WW5330 járatszámmal Málaga és East Midlands között közlekedett szeptember 9-én.[71]
- szeptember 12. – Kényszerleszállást hajt végre egy An–28-as típusú utasszállító repülőgép (lajstromjele: RA-28715) Kamcsatkában a Pjatyibratka vulkán oldalán 900 méteres magasságban. A Petropavlovszk-Kamcsatszkijból Palanába tartó PTK-215-ös járatszámú gépen 12 utas és 2 főnyi személyzet tartózkodik, 10-en életüket vesztik a balesetben.[72]
- szeptember 24., Utsjoki közelében. Két fő életét vesztette, amikor lezuhant kisrepülőjük.[73]
- szeptember 28. – Lezuhan a Sita Air Dornier Do 228 típusú utasszállító gépe (lajstromjele: 9N-AHA) Nepálban. A Luklába tartó gépen 19-en utaznak mindannyian életüket vesztik.[74]
- szeptember 30. – Lezuhan egy Cessna 414 chancellor típusú kisrepülőgép (lajstromjele: N738W) Ausztriában Tirolban. A rossz látási és időjárási körülmények között repülő gépen nyolcan utaznak, közülük ketten túlélik a balesetet. A gép motorja még a levegőben kigyullad.[75]

### október
október 7.

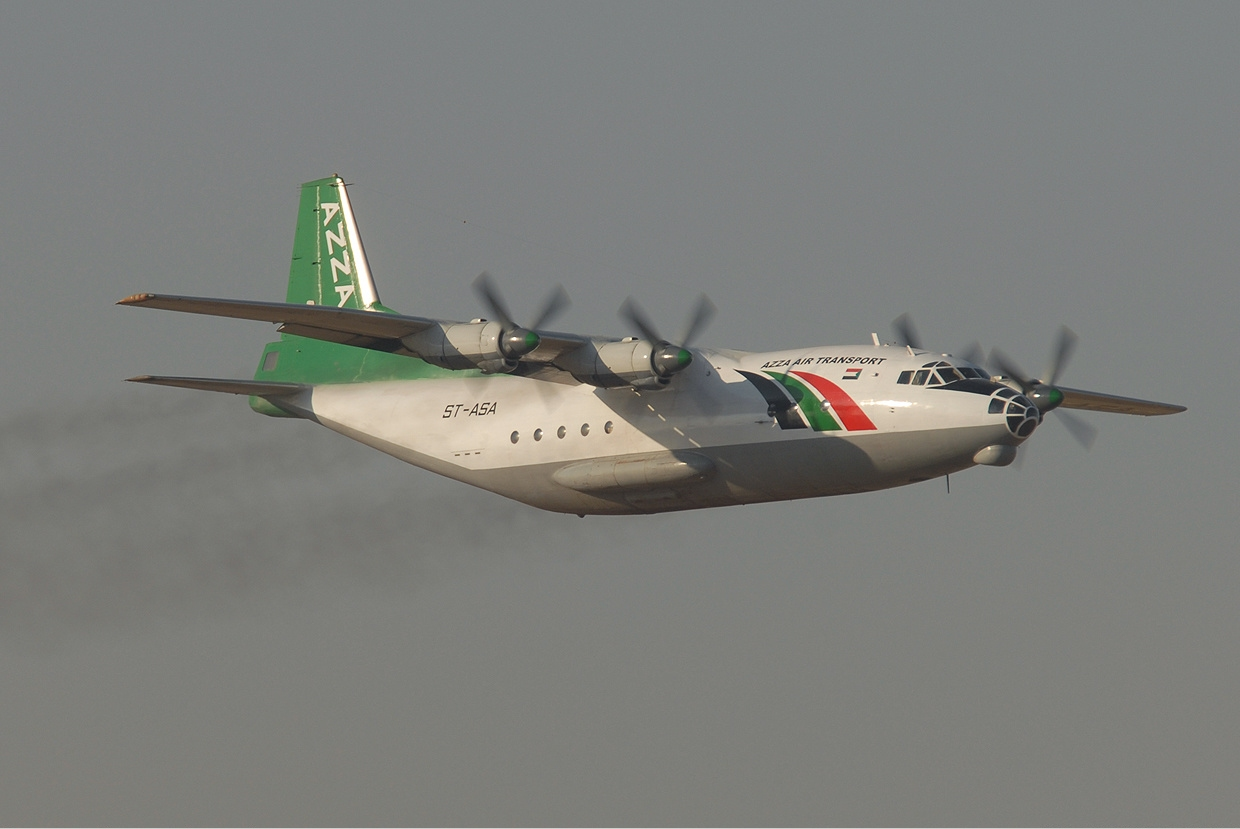
A Szudánban lezuhant An–12-es szállítógép (ST-ASA)

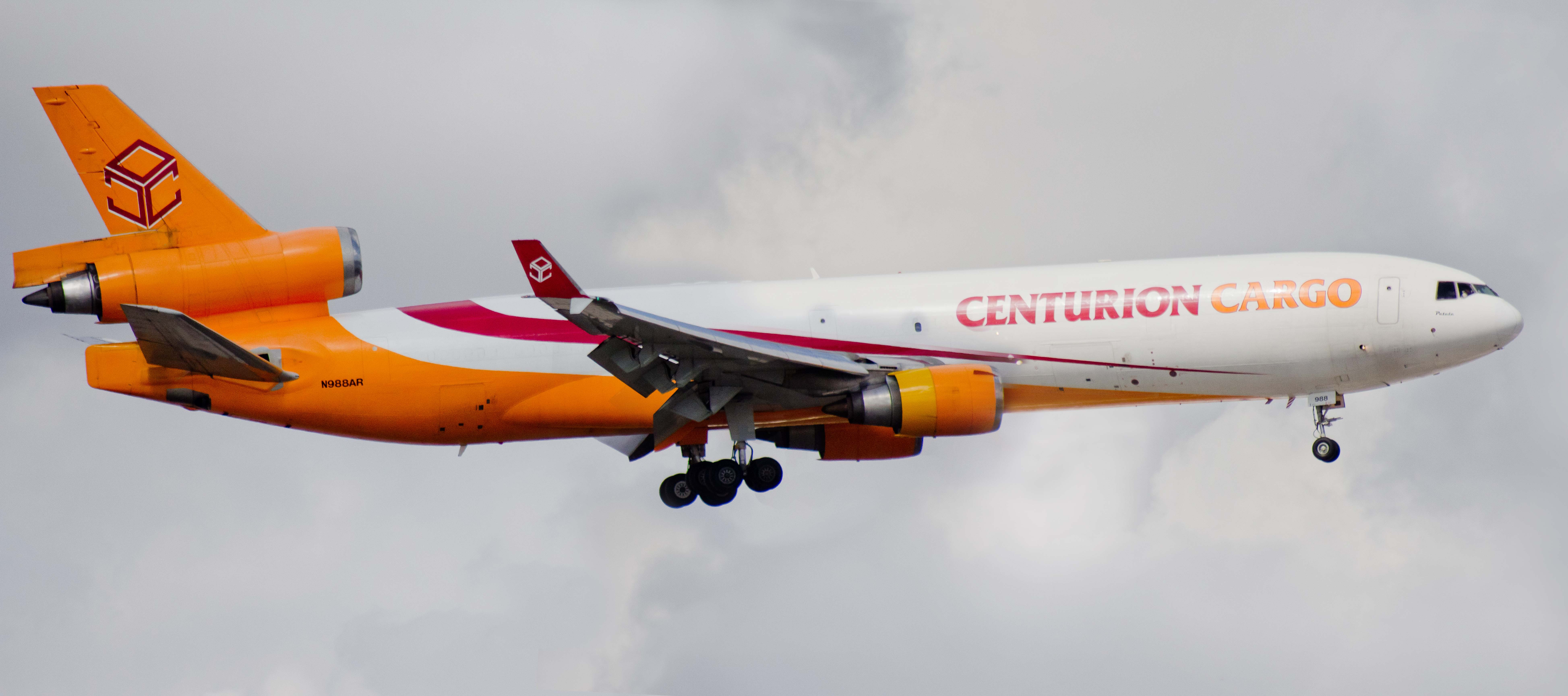
A Centurion Air Cargo São Paulóban balesetet szenvedett gépe leszállás közben, Miamiban (N988AR)

- Hajtóműhiba miatt lezuhan az Azza Air Cargo társaság An–12 típusú szállítógépe (lajstromjele: ST-ASA) Szudánban. A fegyvereket szállító gép Kartúmtól negyven kilométerre a földbe csapódik, 22 utasából 15-en meghalnak.[76]
- Lezuhan egy Britten-Norman BN–2A–26 Islander típusú utasszállító kisgép (lajstromjele: VP-MON) Antiguában. A gép nem sokkal felszállása után magasságot veszít és orral a földbe csapódik. A gépen négyen utaznak, a pilóta és két utas életét veszti.[77]
- október 13. – Leszállás utáni kigurulás közben összecsuklik a bal főfutója a Centurion Air Cargo MD–11 típusú tehergépének (lajstromjele: N988AR) Brazíliában a São Paulo-i Campinas repülőtéren. A balesetben senki nem sérül meg, de a gép és a futópálya komoly károkat szenved.[78]
- október 22. – Az Északi-tengerbe csapódik egy EC225 Super Puma típusú szállítóhelikopter (lajstromjele:G-CHCN) 52 kilométerre Shetlandtől. A gép fedélzetén 19-en tartózkodnak, mindnyájan életben maradnak a gép vészmentő rendszerének köszönhetően. A balesetet valószínűleg a gép reduktorának meghibásodása okozta.[79]

### november
- november 15. – Gyakorlatozás közben lezuhan az Amerikai Légierő egyik F-22-es vadászbombázója a floridai Tyndall Légibázison. A pilóta katapultál, komoly sérülés nélkül éli túl a balesetet.[80]
- november 16. – Landoláskor kitörik az orrfutója és lecsúszik a pályáról a DHL egyik Airbus A300 típusú teherszállító repülőgépe (lajstromjele: EI-EAC) a Pozsonyi repülőtéren. A gép háromfős személyzete sérülések nélkül megússza az incidenst.[81]
- november 21.
  - Kiképzési repülés közben lezuhan az Egyiptomi Légierő egyik MiG–21-es vadászgépe Asszuán közelében. A gép pilótája életét veszti.[82]
  - Lezuhan a Jemeni Légierő egyik An–26 típusú szállítógépe leszállás közben. A 420-as oldalszámú gépen 10 katona tartózkodik, mindnyájan életüket vesztik.[83]
- november 30. – Megközelítés közben fáknak, majd lakóházaknak ütközik az Aero Services Il–76T típusú teherszállító gépe (lajstromjele: EK-76300) Brazzavilleben a Maya-Maya repülőtér közelében. A kongói balesetnek a gép 6 fős legénysége és a földön további 20 ember esik áldozatául továbbá 14 sérült is van.[84]

### december

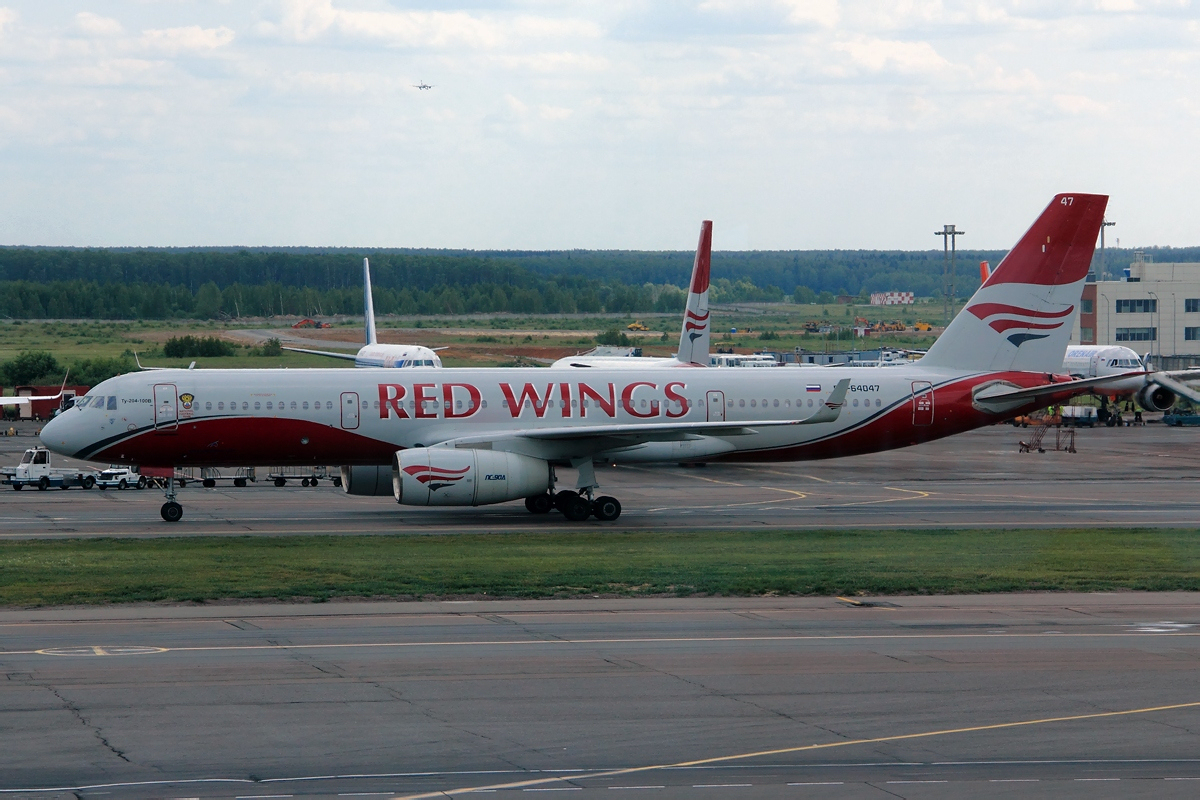
A Red Wings Moszkvában balesetet szenvedett Tu–204 típusú gépe (RA-64047)

- december 5. – Lezuhan a Dél-Afrikai Légierő egyik Douglas C–47TP Dakota típusú könnyű teherszállító gépe (oldalszáma: 6840). A gép roncsait a Drakensberg-hegységben találják meg, a fedélzeten tartózkodó ötfős személyzet és a 6 utas életét veszti.[85]
- december 9. – Iturbide. Jenni Rivera énekes- és színésznő Learjet 25 modelo 69 típusú, N345MC azonosítójelű, a Starwood Management LLC vállalattól bérelt repülőgépe a Monterreyből történő felszállás után nem sokkal, Iturbide település közelében lezuhan. A balesetet nem éli túl egyikőjük sem. A gép két pilótája, valamint öt utasa, összesen 7 fő veszti életét a balesetben.[86][87]
- december 25. – Lezuhan egy An–72 típusú szállító repülőgép (lajstromjele: UN-72859) Kazahsztánban. A kazah határőrség kötelékébe tartozó gép Simkent közelében csapódik a földnek. A rossz időjárási körülmények között repülő gépen 7 fős személyzet és 20 határőr tartózkodik, túlélőt nem találnak.[88]
- december 29. – Landolás közben túlszalad a futópályán és összetörik az orosz Red Wings Airlines egyik Tu–204 típusú utasszállító gépe (lajstromjele: RA-64047) Moszkvában a Vnukovói nemzetközi repülőtéren. A gépen csupán nyolcan tartózkodnak ők mindannyian a légitársaság alkalmazottai, 5-en életüket vesztik.[89]

## Első felszállások
- szeptember 21. – Szu–30SZM